# Bois-de-la-Pierre
Pour les articles homonymes, voir Bois (homonymie) et Bois (communes).
Bois-de-la-Pierre est une commune française située dans le centre du département de la Haute-Garonne, en région Occitanie. Sur le plan historique et culturel, la commune fait partie du Volvestre, constitué des vallées de l'Arize et du Volp, proche de la vallée de la Garonne, situé au sud de Toulouse et en partie nord du Couserans.
Exposée à un climat océanique altéré, elle est drainée par la Louge, le canal de Saint-Martory, le ruisseau de Gragnon, le ruisseau des Feuillants et par divers autres petits cours d'eau. La commune possède un patrimoine naturel remarquable composé d'une zone naturelle d'intérêt écologique, faunistique et floristique.
Bois-de-la-Pierre est une commune rurale qui compte 459 habitants en 2022, après avoir connu une forte hausse de la population depuis 1975. Elle fait partie de l'aire d'attraction de Toulouse. Ses habitants sont appelés les Boscois ou  Boscoises.

## Géographie

### Localisation
La commune de Bois-de-la-Pierre se trouve dans le département de la Haute-Garonne, en région Occitanie.
Elle se situe à 37 km à vol d'oiseau de Toulouse, préfecture du département, à 19 km de Muret, sous-préfecture, et à 26 km d'Auterive, bureau centralisateur du canton d'Auterive dont dépend la commune depuis 2015 pour les élections départementales.
La commune fait en outre partie du bassin de vie de Carbonne.
Les communes les plus proches sont : 
Labastide-Clermont (2,5 km), Peyssies (3,3 km), Gratens (3,9 km), Bérat (4,3 km), Savères (4,8 km), Lafitte-Vigordane (5,0 km), Marignac-Lasclares (6,0 km), Saint-Élix-le-Château (7,3 km).
Sur le plan historique et culturel, Bois-de-la-Pierre fait partie du Volvestre, constitué des vallées de l'Arize et du Volp, proche de la vallée de la Garonne, situé au sud de Toulouse et en partie nord du Couserans.
Bois-de-la-Pierre est limitrophe de cinq autres communes.
Les communes limitrophes sont Bérat, Gratens, Labastide-Clermont, Longages et Peyssies.
|                    | Bérat             | Longages |
| Labastide-Clermont | Bois-de-la-Pierre |          |
| Gratens            |                   | Peyssies |

### Géologie et relief
La commune du Bois-de-la-Pierre est établie à cheval sur la deuxième et la troisième terrasse de la Garonne, dans la plaine toulousaine de la Garonne.
La superficie de la commune est de 742 hectares ; son altitude varie de 216  à   266 mètres.

### Hydrographie
Elle est drainée par la Louge, le canal de Saint-Martory, le ruisseau de Gragnon, le ruisseau des Feuillants, le ruisseau du Louget et par divers petits cours d'eau, constituant un réseau hydrographique de 11 km de longueur totale,.
La Louge, d'une longueur totale de 100 km, prend sa source dans la commune de Villeneuve-Lécussan et s'écoule du sud-ouest vers le nord-est. Elle traverse la commune et se jette dans la Garonne à Muret, après avoir traversé 34 communes.
Le canal de Saint-Martory, d'une longueur totale de 71,2 km, prend sa source dans la commune de Saint-Martory et s'écoule du sud-ouest vers le nord-est. Il traverse la commune et se jette dans la Garonne à Toulouse, après avoir traversé 19 communes.

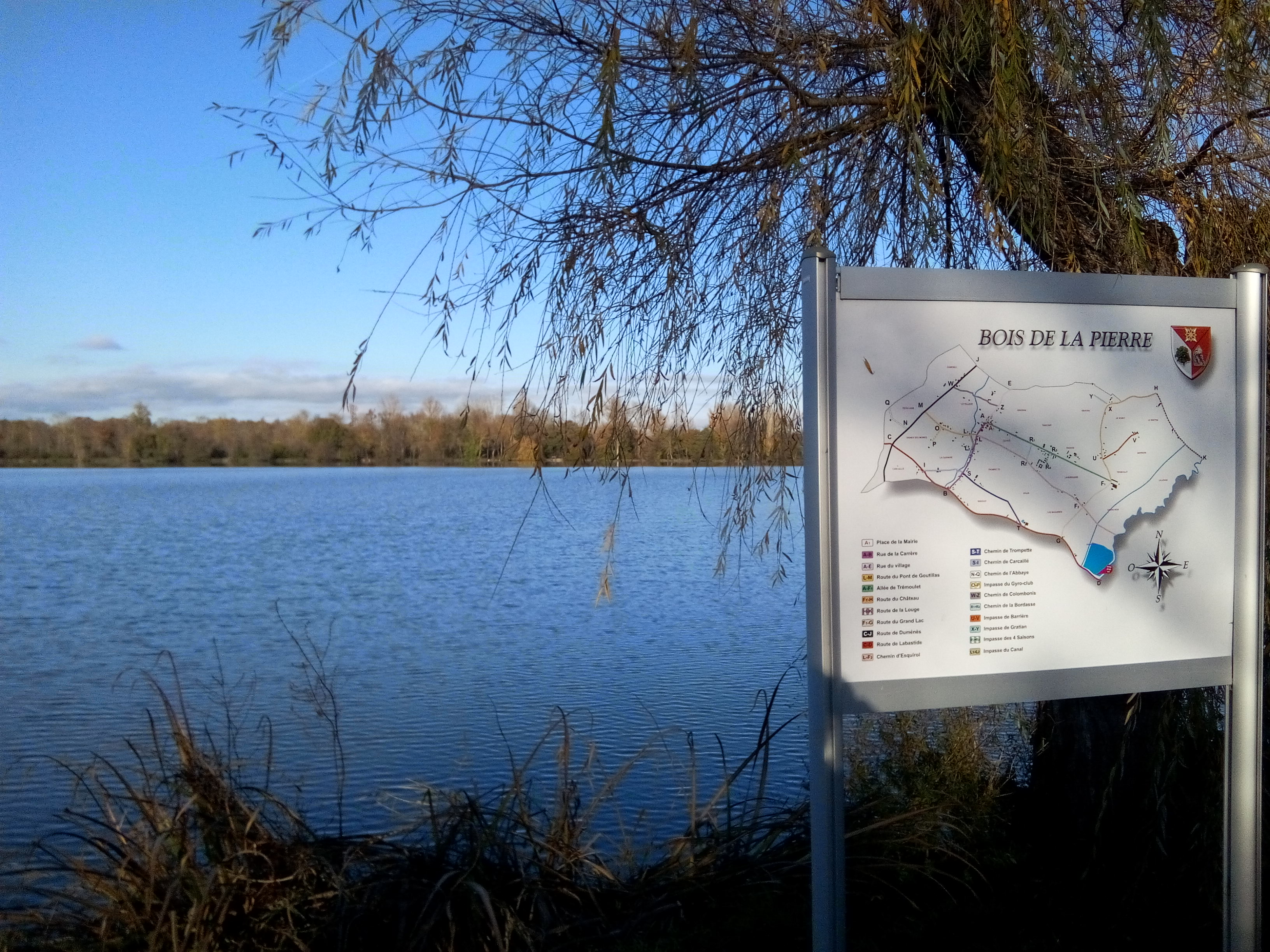
Grand lac de Peyssies sur la commune du Bois-de-la-Pierre.
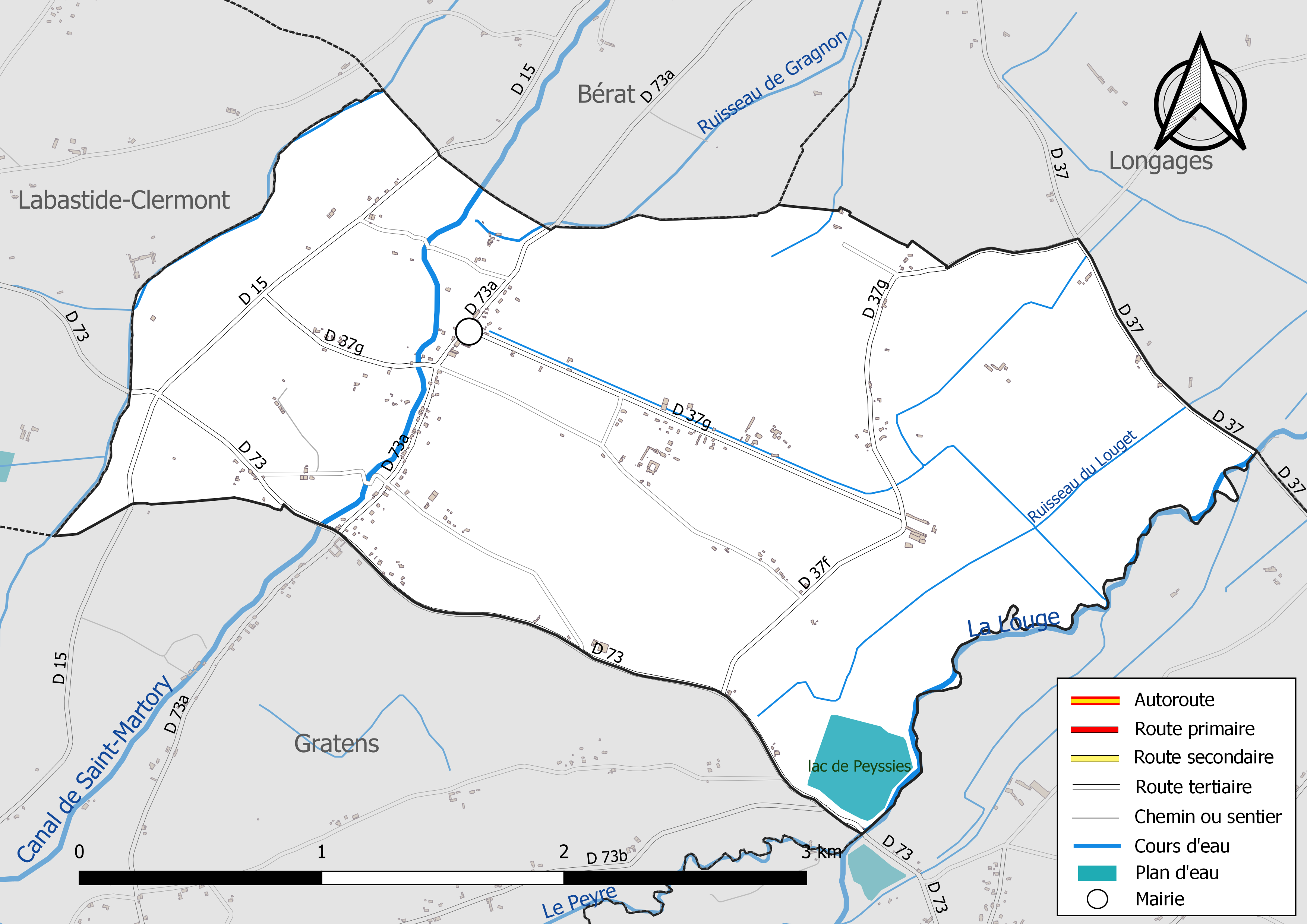
Réseaux hydrographique et routier de Bois-de-la-Pierre.

### Climat
Pour des articles plus généraux, voir Climat de l'Occitanie et Climat de la Haute-Garonne.
En 2010, le climat de la commune est de type climat du Bassin du Sud-Ouest, selon une étude s'appuyant sur une série de données couvrant la période 1971-2000. En 2020, Météo-France publie une typologie des climats de la France métropolitaine dans laquelle la commune est exposée à un climat océanique altéré et est dans la région climatique Aquitaine, Gascogne, caractérisée par une pluviométrie abondante au printemps, modérée en automne, un faible ensoleillement au printemps, un été chaud (19,5 °C), des vents faibles, des brouillards fréquents en automne et en hiver et des orages fréquents en été (15 à 20 jours).
Pour la période 1971-2000, la température annuelle moyenne est de 12,8 °C, avec une amplitude thermique annuelle de 15,4 °C. Le cumul annuel moyen de précipitations est de 762 mm, avec 9,2 jours de précipitations en janvier et 5,8 jours en juillet. Pour la période 1991-2020, la température moyenne annuelle observée sur la station météorologique la plus proche, située sur la commune de Lherm à 11 km à vol d'oiseau, est de 13,6 °C et le cumul annuel moyen de précipitations est de 620,4 mm,. Pour l'avenir, les paramètres climatiques de la commune estimés pour 2050 selon différents scénarios d'émission de gaz à effet de serre sont consultables sur un site dédié publié par Météo-France en novembre 2022.

### Milieux naturels et biodiversité

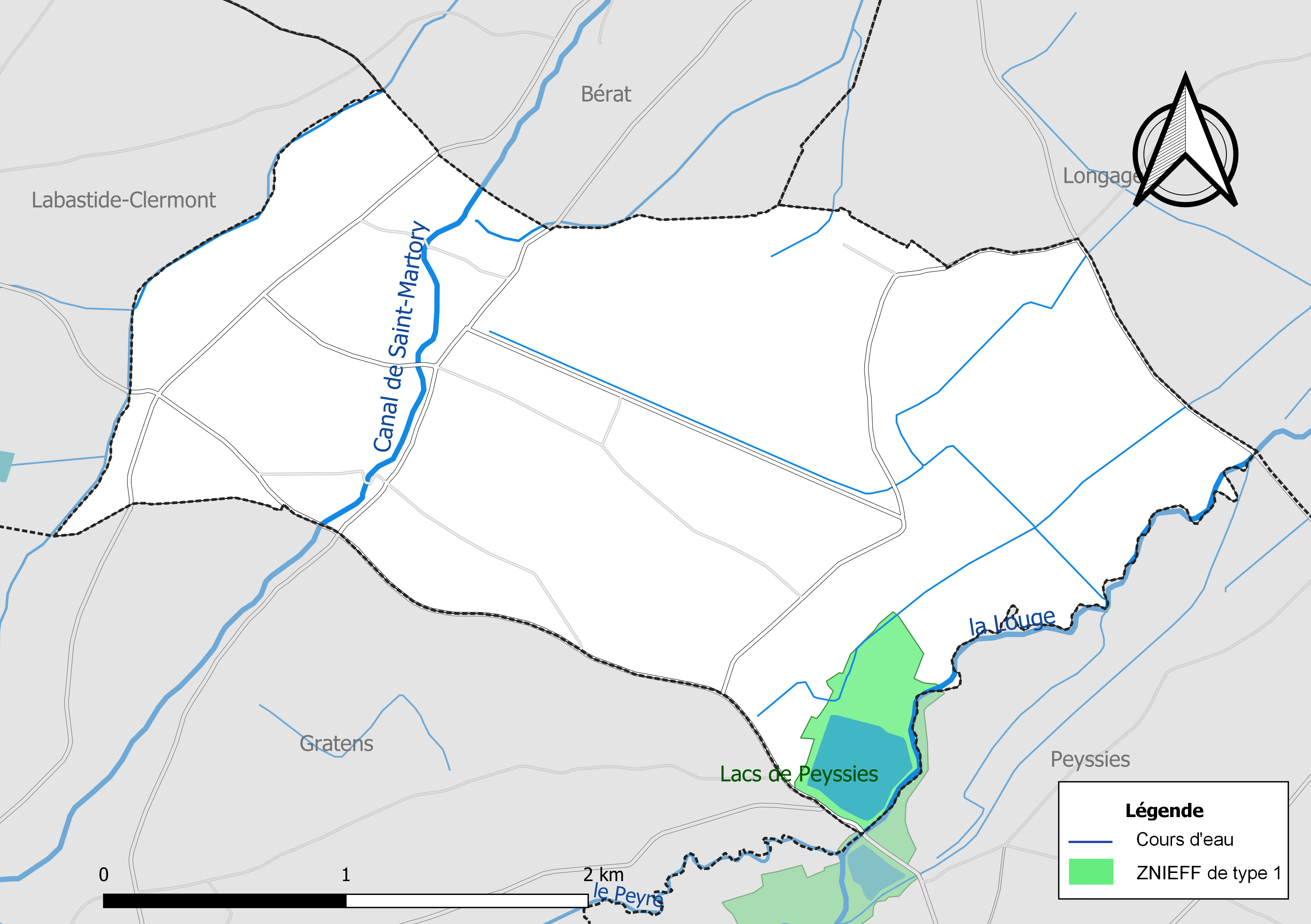
Carte de la ZNIEFF de type 1 localisée sur la commune.

L’inventaire des zones naturelles d'intérêt écologique, faunistique et floristique (ZNIEFF) a pour objectif de réaliser une couverture des zones les plus intéressantes sur le plan écologique, essentiellement dans la perspective d’améliorer la connaissance du patrimoine naturel national et de fournir aux différents décideurs un outil d’aide à la prise en compte de l’environnement dans l’aménagement du territoire.
Une ZNIEFF de type 1 est recensée sur la commune :
les « Lacs de Peyssies » (58 ha), couvrant 3 communes du département.

## Urbanisme

### Typologie
Au 1er janvier 2024, Bois-de-la-Pierre est catégorisée commune rurale à habitat dispersé, selon la nouvelle grille communale de densité à sept niveaux définie par l'Insee en 2022.
Elle est située hors unité urbaine. Par ailleurs la commune fait partie de l'aire d'attraction de Toulouse, dont elle est une commune de la couronne,. Cette aire, qui regroupe 527 communes, est catégorisée dans les aires de 700 000 habitants ou plus (hors Paris),.

### Occupation des sols
L'occupation des sols de la commune, telle qu'elle ressort de la base de données européenne d’occupation biophysique des sols Corine Land Cover (CLC), est marquée par l'importance des territoires agricoles (95,2 % en 2018), une proportion identique à celle de 1990 (95,2 %). La répartition détaillée en 2018 est la suivante : 
zones agricoles hétérogènes (50,9 %), terres arables (44 %), forêts (2,5 %), eaux continentales (2,3 %), prairies (0,3 %). L'évolution de l’occupation des sols de la commune et de ses infrastructures peut être observée sur les différentes représentations cartographiques du territoire : la carte de Cassini (XVIIIe siècle), la carte d'état-major (1820-1866) et les cartes ou photos aériennes de l'IGN pour la période actuelle (1950 à aujourd'hui).

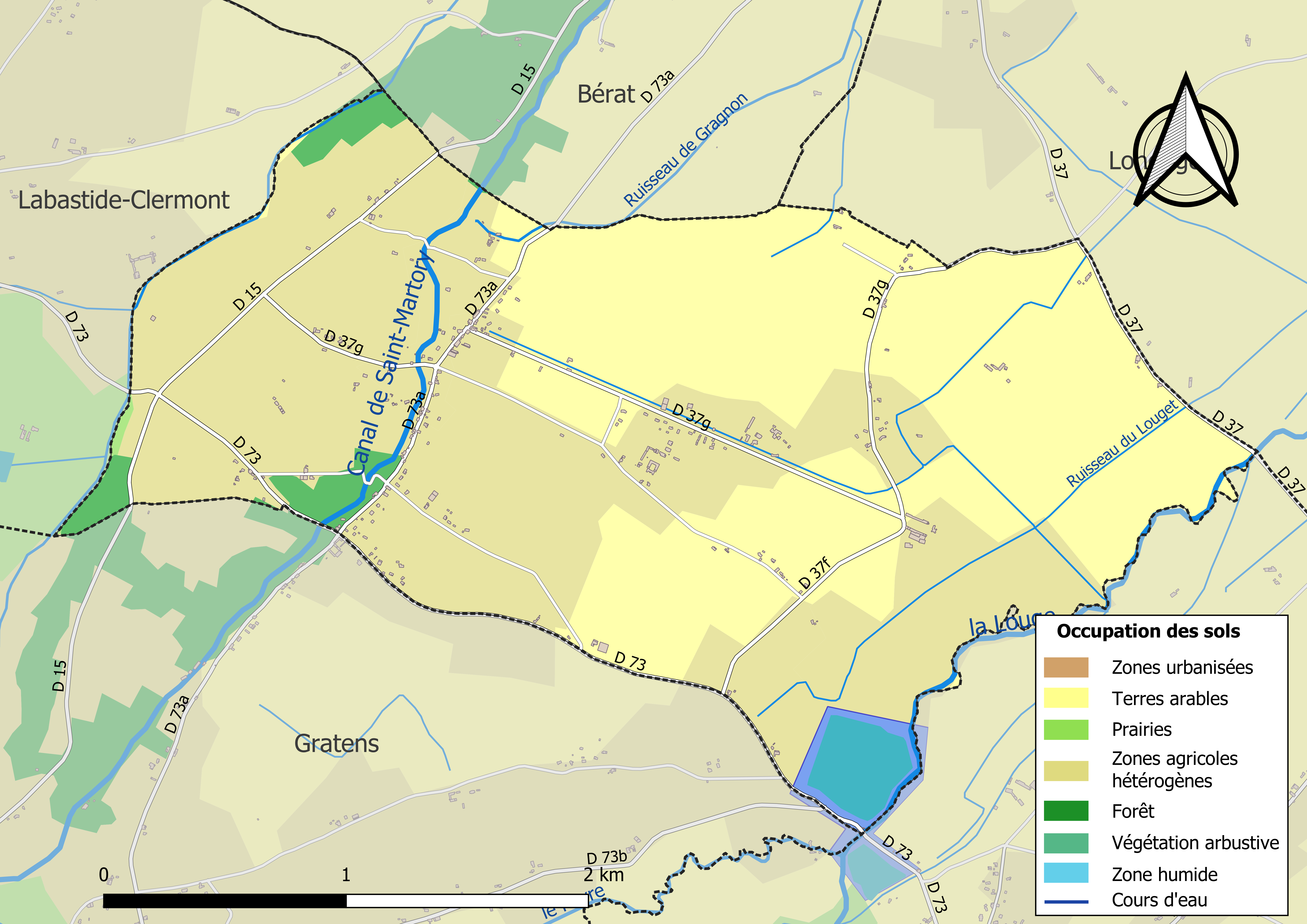
Carte des infrastructures et de l'occupation des sols de la commune en 2018 (CLC).

### Morphologie urbaine
La commune comprend un habitat dispersé.

### Logement
L'urbanisation croissante s'explique par la périurbanisation due à la proximité de Toulouse, Bois-de-la-Pierre faisant partie de son aire urbaine.

### Risques naturels et technologiques
Bois-de-la-Pierre est située sur une zone à risque d'inondation limité en bordure de la Louge crue.
La commune est également concernée par un risque de séisme de 2/5 (faible).

### Voies de communication et transports
Accès avec les routes départementales D 73, D 73A et D 15. La gare la plus proche est la gare de Carbonne sur la ligne Toulouse - Bayonne.
Une ligne du réseau lio permet de rejoindre les communes voisines :
- la ligne 609 part de la gare de Carbonne jusqu'à Le Fousseret en passant par le centre de la commune.

## Histoire
À partir du Moyen Âge jusqu'à sa disparition en 1790 pendant la Révolution française, le Bois-de-la-Pierre faisait partie du diocèse de Rieux.

## Politique et administration

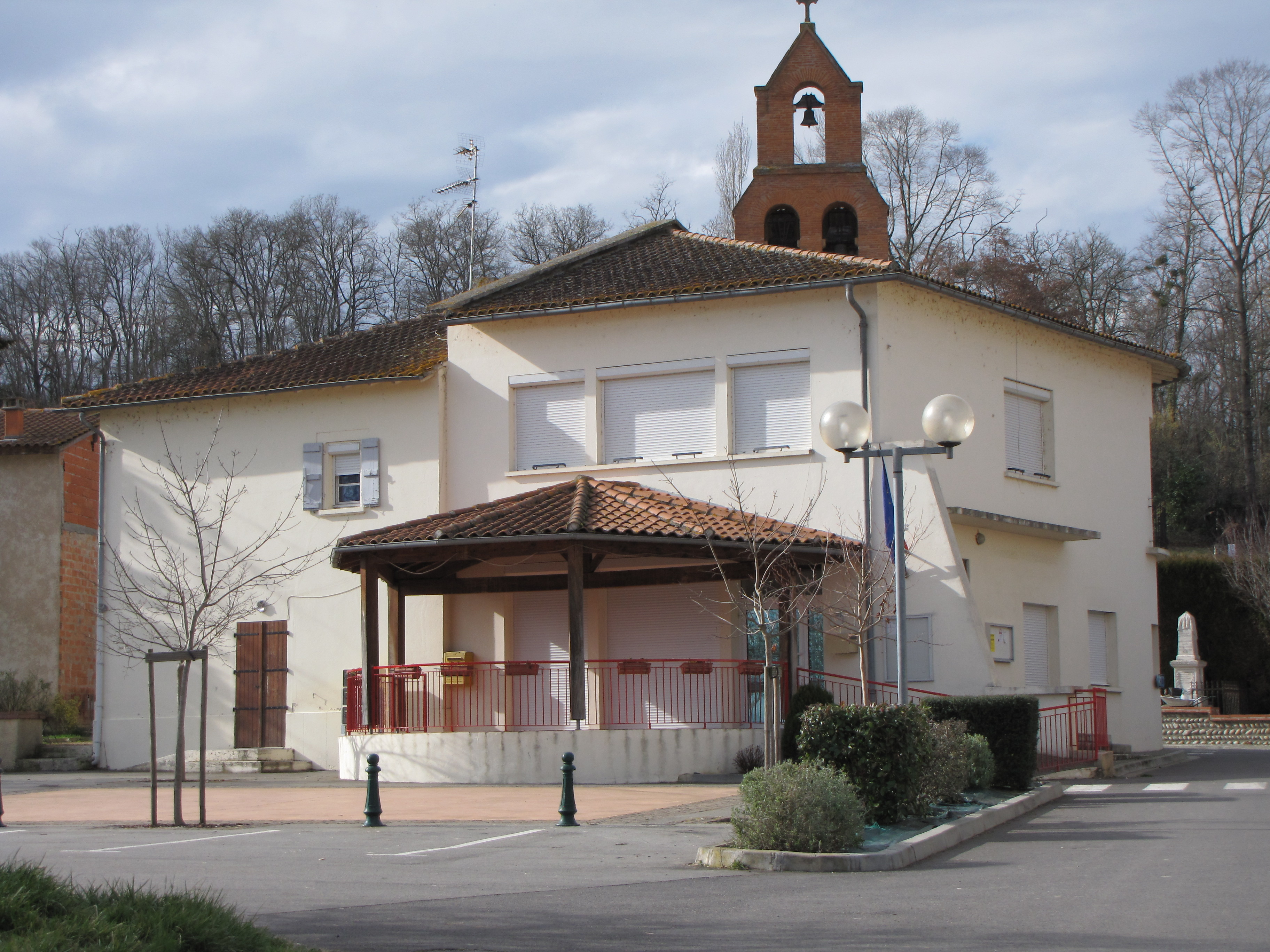
Mairie et en arrière plan le clocher de l'église.

### Administration municipale
Le nombre d'habitants au recensement de 2017 étant compris entre 100 et 499, le nombre de membres du conseil municipal pour l'élection de 2020 est de 11,.

### Rattachements administratifs et électoraux
Commune faisant partie de la septième circonscription de la Haute-Garonne de la communauté de communes du Volvestre et du canton d'Auterive (avant le redécoupage départemental de 2014, Bois-de-la-Pierre faisait partie de l'ex-canton de Carbonne).

### Liste des maires
| Période                                  | Période  | Identité            | Étiquette | Qualité                                    |
| ---------------------------------------- | -------- | ------------------- | --------- | ------------------------------------------ |
| 1977                                     | 2014     | Pierre Céna         | PS        | Agriculteur                                |
| 2014                                     | 2020     | Jean-Pierre Racca   | SE        | Retraité - Ingénieur divisionnaire des TPE |
| 2020                                     | En cours | Stéphane Wawrzyniak |           |                                            |
| Les données manquantes sont à compléter. |          |                     |           |                                            |

## Population et société

### Démographie
L'évolution du nombre d'habitants est connue à travers les recensements de la population effectués dans la commune depuis 1793. Pour les communes de moins de 10 000 habitants, une enquête de recensement portant sur toute la population est réalisée tous les cinq ans, les populations de référence des années intermédiaires étant quant à elles estimées par interpolation ou extrapolation. Pour la commune, le premier recensement exhaustif entrant dans le cadre du nouveau dispositif a été réalisé en 2006.

En 2022, la commune comptait 459 habitants, en évolution de +8 % par rapport à 2016 (Haute-Garonne : +8,02 %, France hors Mayotte : +2,11 %).
| 1793 | 1800 | 1806 | 1821 | 1831 | 1836 | 1841 | 1846 | 1851 |
| ---- | ---- | ---- | ---- | ---- | ---- | ---- | ---- | ---- |
| 203  | 150  | 233  | 284  | 312  | 302  | 305  | 304  | 296  |

| 1856 | 1861 | 1866 | 1872 | 1876 | 1881 | 1886 | 1891 | 1896 |
| ---- | ---- | ---- | ---- | ---- | ---- | ---- | ---- | ---- |
| 291  | 282  | 266  | 269  | 275  | 277  | 276  | 262  | 240  |

| 1901 | 1906 | 1911 | 1921 | 1926 | 1931 | 1936 | 1946 | 1954 |
| ---- | ---- | ---- | ---- | ---- | ---- | ---- | ---- | ---- |
| 252  | 255  | 241  | 221  | 232  | 194  | 191  | 188  | 186  |

| 1962 | 1968 | 1975 | 1982 | 1990 | 1999 | 2006 | 2011 | 2016 |
| ---- | ---- | ---- | ---- | ---- | ---- | ---- | ---- | ---- |
| 168  | 175  | 147  | 152  | 219  | 313  | 388  | 415  | 425  |

| 2021 | 2022 | - | - | - | - | - | - | - |
| ---- | ---- | - | - | - | - | - | - | - |
| 453  | 459  | - | - | - | - | - | - | - |

| selon la population municipale des années : | 1968 | 1975 | 1982 | 1990 | 1999 | 2006 | 2009 | 2013 |
| Rang de la commune dans le département      | 412  | 421  | 330  | 310  | 263  | 263  | 259  | 269  |
| Nombre de communes du département           | 592  | 582  | 586  | 588  | 588  | 588  | 589  | 589  |

## Culture locale et patrimoine

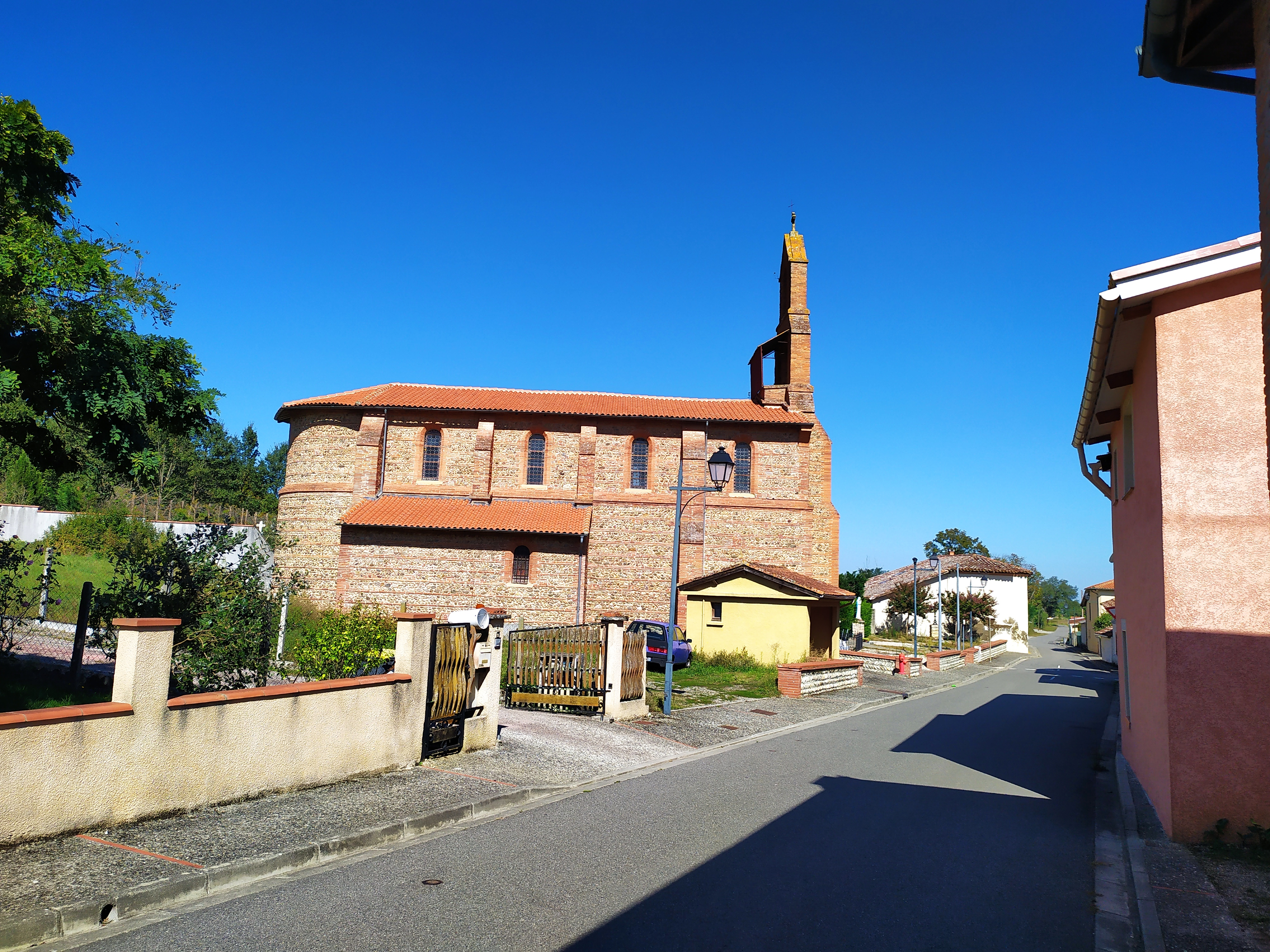
Église Saint-Jean-Baptiste.

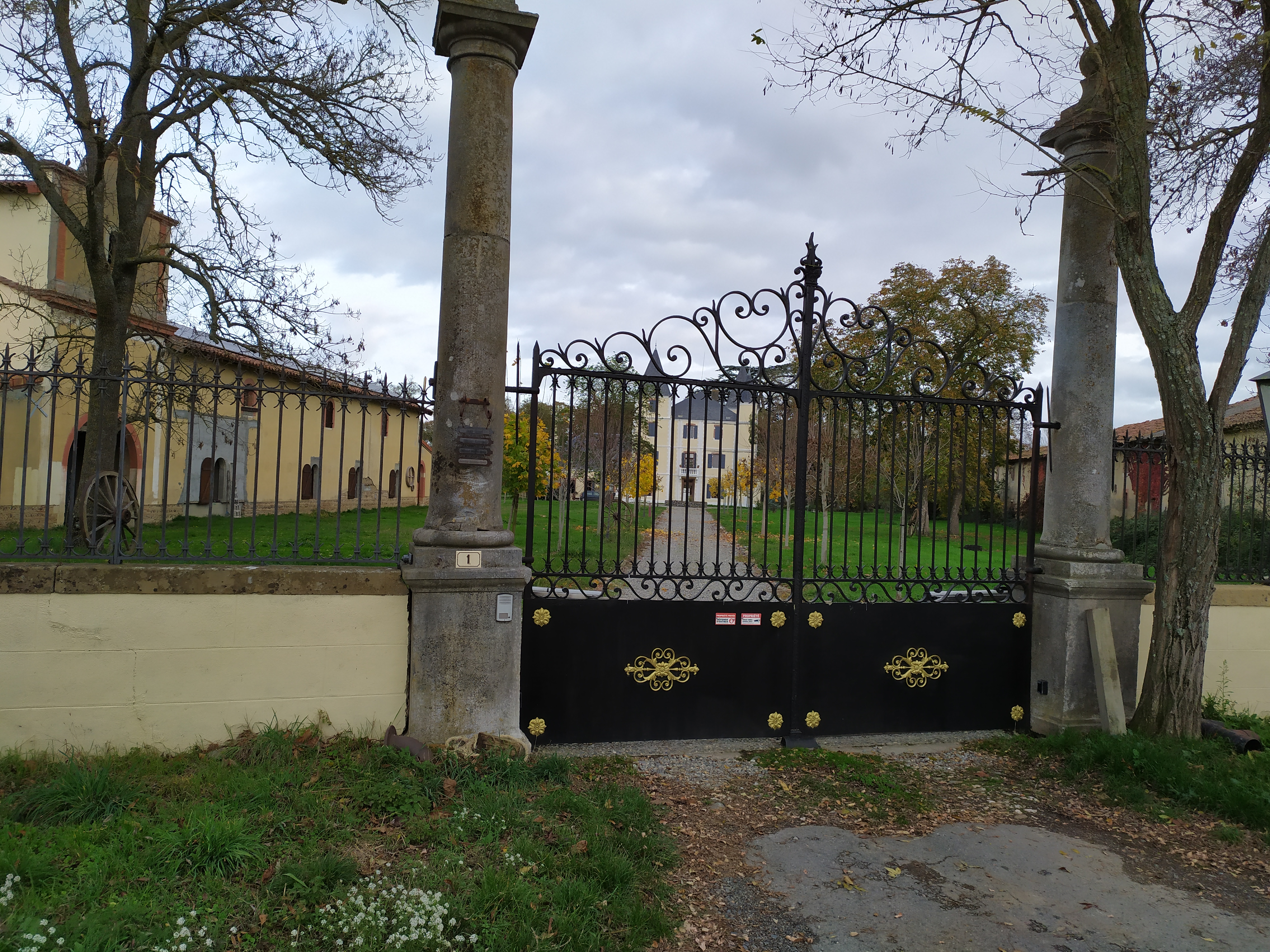
Château de Trémoulet

### Culture locale et patrimoine
- Château de Trémoulet.
- Base et terrain pour ULM : (centre européen d'autogire[31]) et son club le « GyroClub Toulouse - Bois de la Pierre »[32].
- Église Saint-Jean-Baptiste à clocher mur.
- Monument aux morts.

### Personnalités liées à la commune
- Jallier, conseiller général sous le Second Empire, a fait construire avec ses fonds propres l'hospice de Carbonne, aujourd'hui siège de la communauté de communes du Volvestre.
- Jean-Louis Ribes, joueur de rugby à XV du Stade toulousain.

### Héraldique
| Blason de Bois-de-la-Pierre | Blason  | Tiercé en pairle: au 1er de gueules à la croix cléchée, vidée et pommetée de douze pièces d'or cantonnée de quatre otelles d'argent ordonnées et posées en sautoir, au 2e d'argent à l'arbre de sinople, au 3e de gueules au rocher isolé d'argent. |
| Blason de Bois-de-la-Pierre | Détails | Le statut officiel du blason reste à déterminer. |

## Économie

### Revenus
En 2018  (données Insee publiées en septembre 2021), la commune compte 151 ménages fiscaux, regroupant 381 personnes. La médiane du revenu disponible par unité de consommation est de 22 460 € (23 140 € dans le département).

### Emploi
|                | 2008  | 2013  | 2018  |
| -------------- | ----- | ----- | ----- |
| Commune        | 6,9 % | 6,1 % | 9,9 % |
| Département    | 7,7 % | 9,6 % | 9,3 % |
| France entière | 8,3 % | 10 %  | 10 %  |

En 2018, la population âgée de 15 à 64 ans s'élève à 312 personnes, parmi lesquelles on compte 68,6 % d'actifs (58,8 % ayant un emploi et 9,9 % de chômeurs) et 31,4 % d'inactifs,. En  2018, le taux de chômage communal (au sens du recensement) des 15-64 ans est supérieur à celui du département, mais inférieur à celui de la France, alors qu'il était inférieur à celui du département et de la France en 2008.
La commune fait partie de la couronne de l'aire d'attraction de Toulouse, du fait qu'au moins 15 % des actifs travaillent dans le pôle,. Elle compte 146 emplois en 2018, contre 122 en 2013 et 138 en 2008. Le nombre d'actifs ayant un emploi résidant dans la commune est de 183, soit un indicateur de concentration d'emploi de 79,8 % et un taux d'activité parmi les 15 ans ou plus de 58 %.
Sur ces 183 actifs de 15 ans ou plus ayant un emploi, 55 travaillent dans la commune, soit 30 % des habitants. Pour se rendre au travail, 78,9 % des habitants utilisent un véhicule personnel ou de fonction à quatre roues, 3,3 % les transports en commun, 2,3 % s'y rendent en deux-roues, à vélo ou à pied et 15,4 % n'ont pas besoin de transport (travail au domicile).

### Activités
- L'agriculture basée sur la culture de céréales (maïs, blé…), ainsi que l'élevage bovin, ont encore une place très importante mais tend à diminuer en faveur de zones résidentielles liées à la proximité de l'agglomération toulousaine.
- Centre d'aide par le travail (Les Quatre saisons).

## Vie pratique

### Enseignement
Le Bois-de-la-Pierre fait partie de l'académie de Toulouse.

### Culture
Fête locale fin juin, salle des fêtes,

### Activités sportives

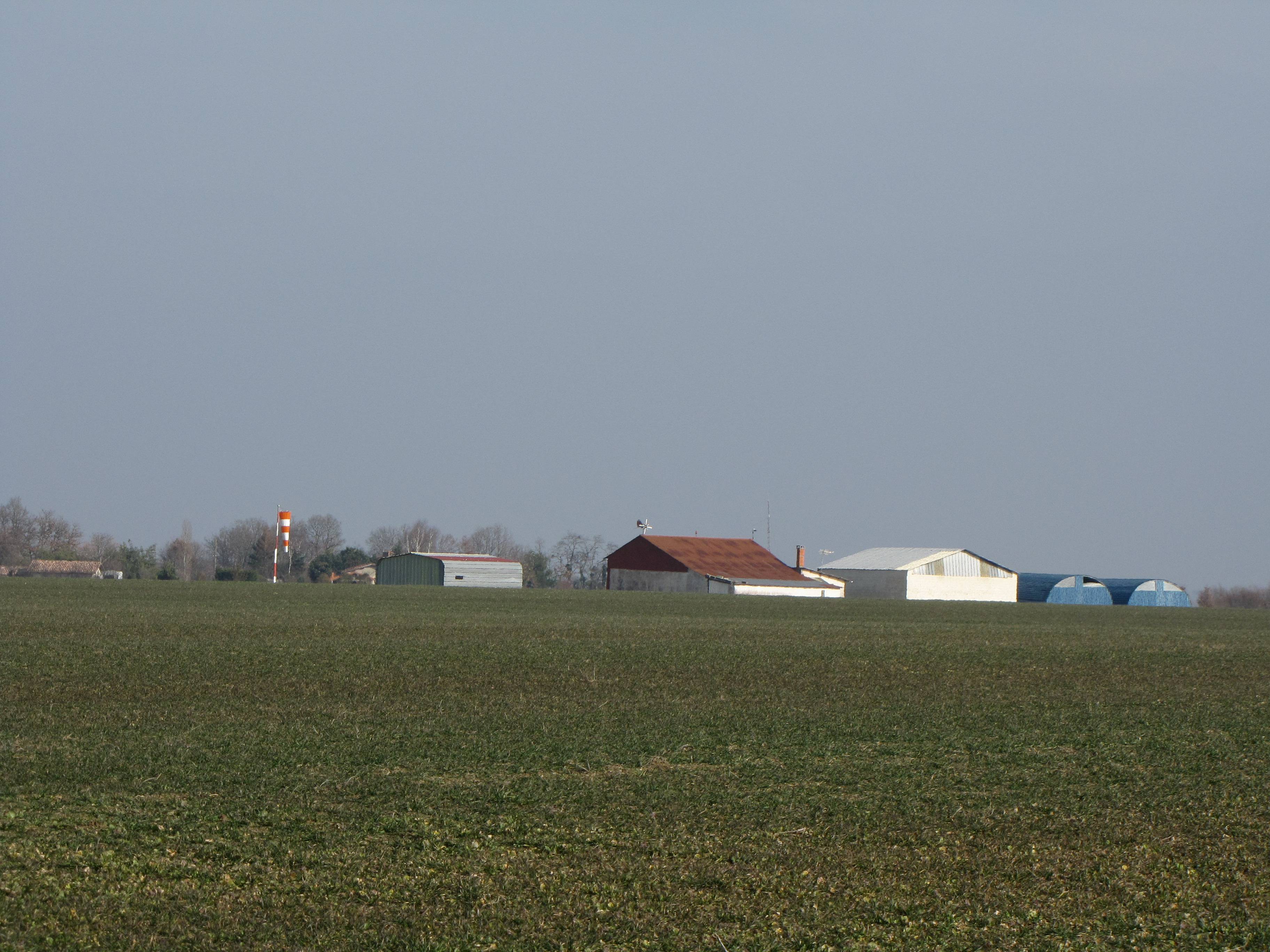
Centre européen d'autogire du Bois-de-la-Pierre en 2010.

Chasse, pêche à la carpe (grand lac de Peyssies), autogire,

### Écologie et recyclage
La collecte et le traitement des déchets des ménages et des déchets assimilés ainsi que la protection et la mise en valeur de l'environnement se font dans le cadre de la communauté de communes du Volvestre.
En limite de la commune de Peyssies, une déchèterie est gérée par la communauté de communes.

## Pour approfondir